# キュプリアヌス・レオウィティウス

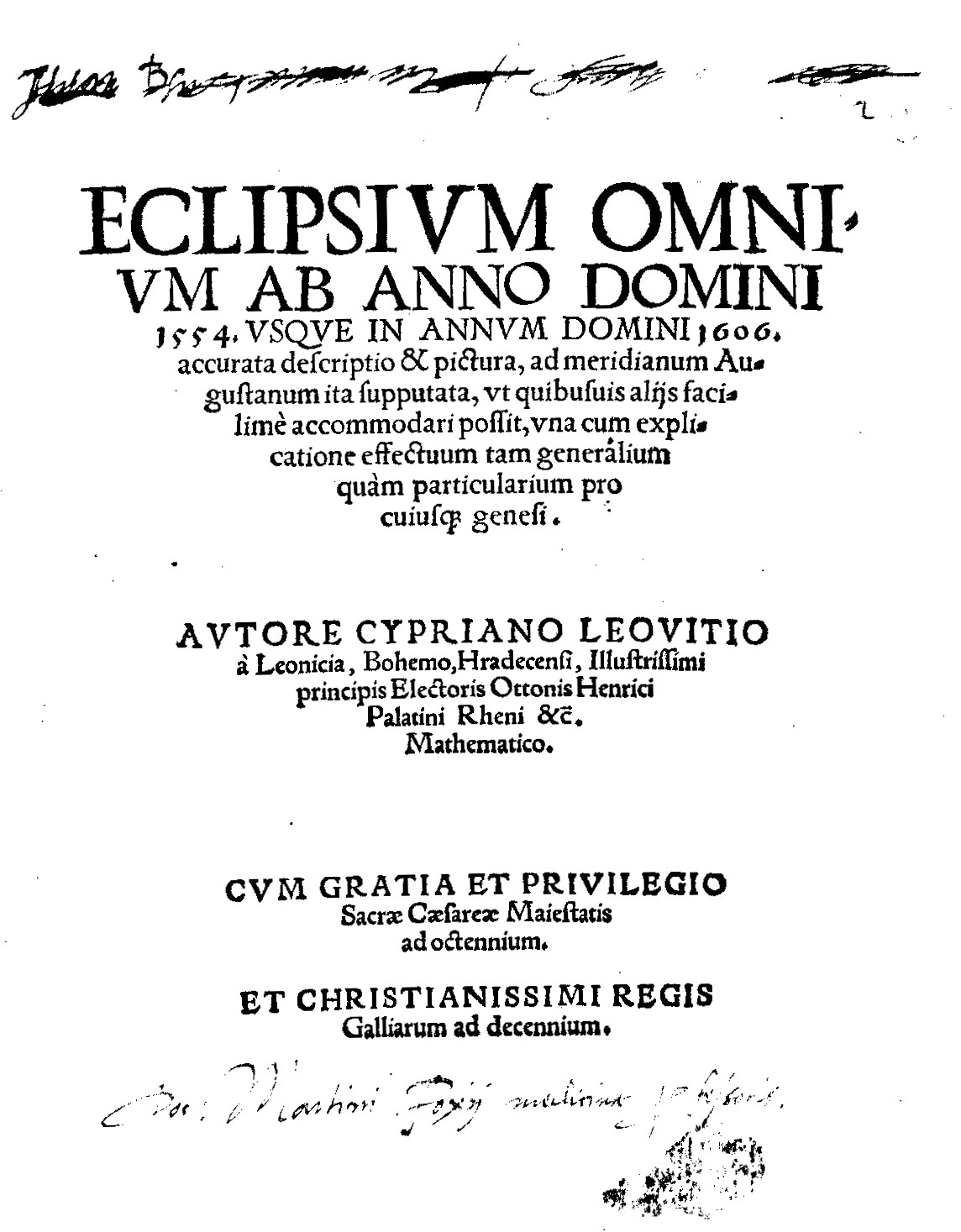
Eclipsium omnium ab anno Domini 1554 vsque in annum Domini 1606 accurata descriptio et pictura, 1556

キュプリアヌス・レオウィティウス（Cyprianus Leovitius, 1524年 - 1574年）は、16世紀ボヘミアの数学者、天文学者、占星術師である。フラデツ・クラーロヴェー近くのレオニキア (Leonicia) で生まれ、シュヴァーベンのラウインゲン (Lauingen) で没した。
チェコ語での本名は Cyprián Karásek Lvovický ze Lvovic で、ドイツ語式にツィプリアン・フォン・レオヴィッツ (Cyprian von Leowitz) とも呼ばれる。

## 生涯
彼はプファルツ選帝侯オットー・ハインリヒお抱えの数学者になり、1569年には、天文事象に関して様々な学者と対話を重ねるために旅をしていたティコ・ブラーエの訪問を受けた。
彼はその予言で当時広く知られていたが、時としてそれが嘲笑を招くこともあった。彼の名を有名にした占星術に基づく予言の中で、当たったものは一つもなかった。
例えば、彼は神聖ローマ皇帝マクシミリアン2世がいつかヨーロッパ全土ないし全世界を支配すると予言していた。その一方で、スレイマン1世が神聖ローマ帝国に侵攻し、ハンガリー王国の主要都市シゲトを占領するが、マクシミリアンはこれを防ぐことができないとも予言していた。これら正反対にも見える予言は、どちらも外れた。
特に世の中を騒がせた予言は、ノアの大洪水の再来によって、世界の終わりが1584年に訪れるというもので、信じこみやすい人々を混乱させた。
その予言は1564年に出版された『大会合の書 / 1584年まで暦年続く20年間の占筮』 (De conjonctionibus magnis insigniorum superiorum planetarum, Solis Defectionibus et Cometis. Prognosticon ab anno 1564 in 20 sequentes annos) で示された。この本は、ラウインゲン版（1564年）を皮切りに、ロンドン版（1573年）、ヴィッテンベルク版（1586年）、マルボルク版（1618年）などが出版され、1568年にはフランス語版も出された。
この作品の中で世界の終わりの主要な根拠の一つとして示されたのは「1583年に双魚宮で木星と土星が合になる。火の宮の合で始まった世界は、水の宮の合で幕を閉じる」というものであった。
16世紀において、大洪水で世界が終わると脅かした予言は、これが初めてではなかった。ヨハネス・シュテフラーは1524年2月に全ての惑星が双魚宮で合となることから大洪水が起こると予言し、大きな騒ぎを起こした。しかし、レオウィティウスの予言でも、再び混乱する人々が多く現われたのである。
同時代のフランス人作家ルイ・ギヨン (Louis Guyon) は、その著『様々な教訓』 (Leçons diverses) において、1584年の混乱をこう記している。
1584年、全キリスト教徒の間で、おそらく今年中に世界が終わるという噂が広まっている。多くの人々がそれに怯え、断食や告解をして聖体を受け取っている。同じく地名は挙げたくないが、この国の市場町であろうと辺境であろうと、遺言書をしたためている人々がいる。そこに私が居合わせたときには、全てが滅びるなら、相続人も遺産も滅びているでしょうにと指摘してあげた。
レオウィティウスは1574年にシュヴァーベンで歿したので、全地が水に覆われることになるかどうかを見届けることはなかった。

## 著書
レオウィティウス自身の著書として、以下のものがある。
- Tablae ascensionum omnium obliquarum ad plures altitudinis grudus productoe, Augsburg, 1551
- Eclypsium omnium ab anno Domini 1554 usque in annum Domini 1606. Cum gratia et privilegio sacrae caesareae Maiestatis ad octennium. Et christianissimi Regii Galliarum ad decennium, Augsburg, 1554 / 1555
- Ephemeridum novum atque insigne opus ab anno Domini 1556 usque in 1606 accuratissime supputatum cui praeter alia omnia in caeteris editionibus additi. solita, etiam accesserunt, Augsbourg, 1557
- De conjunctionibus magnis insignioribus superiorum planetarum, solis defection ibus et cometis quanta monarchia cum eorundel effectuum historica expositione his accessit prognosticon ab anno 1564 in viginti annos , Launingen, 1564

彼の著書は、フランス語圏では抜粋、再編集されたものが何度か出版された。
- Prédictions des choses plus mémorables qui sont à advenir depuis l'an MDLXIIII jusqu'à l'an Mil six cens et sept prise des éclipses et grosses Ephémèrides de C.Léovitie que des prédictions de Samuel Sydérocrate, s.l. et s.n., 1565
- Prédictions pour trente sept ans des choses plus mémorables qui sont à advenir après l'an mil cinq cens soixante et dix jusquesen l'an 1607. Extrait des Eclipses et des Grosses Ephémèrides de Cyprien Leovitie , Lyon, 1570 / 1574
- Almanach de la nouvelle Réformation des Festes Mobiles de cette Année par nostre Saint Père le Pape Avec la déclaration des douze signes du Ciel, extraits des oeuvres de Cyprien Leovitie & significations des Planettes & de leurs effects sur toutes régions , Paris, 1583